# Mudchute (Docklands Light Railway)
Mudchute è una stazione della Docklands Light Railway (DLR) di Millwall, nei pressi di Mudchute a Londra. Si trova sull'Isle of Dogs ed è nella Travelcard Zone 2. La stazione originaria era sul percorso della Millwall Extension Railway che era una vecchia linea ferroviaria vittoriana che era stata dismessa da molti anni. La stazione sopraelevata è stata inaugurata il 31 agosto 1987 ed è l'ultima stazione prima del capolinea a Island Gardens. Quando la linea è stata estesa a Lewisham, passando sotto il Tamigi, la stazione è stata ricostruita vicino all'ingresso del tunnel ed è stata inaugurata il 20 novembre 1999. Nell'aprile 2008 sono iniziati i lavori per la sostituzione del binario di raccordo, formato dal vecchio tracciato, in una terza piattaforma per l'inversione dei treni e l'aggiunta di una tettoia sulla stazione. I lavori vennero completati nell'ottobre del 2009.